# جشمة قلي (خسرو أباد)
جشمة قلي (بالفارسية: چشمه قلی) هي قرية تقع في إيران في قسم خسرو أباد الريفي. يقدر عدد سكانها بـ 153 نسمة .